# Ingólfr Arnarson

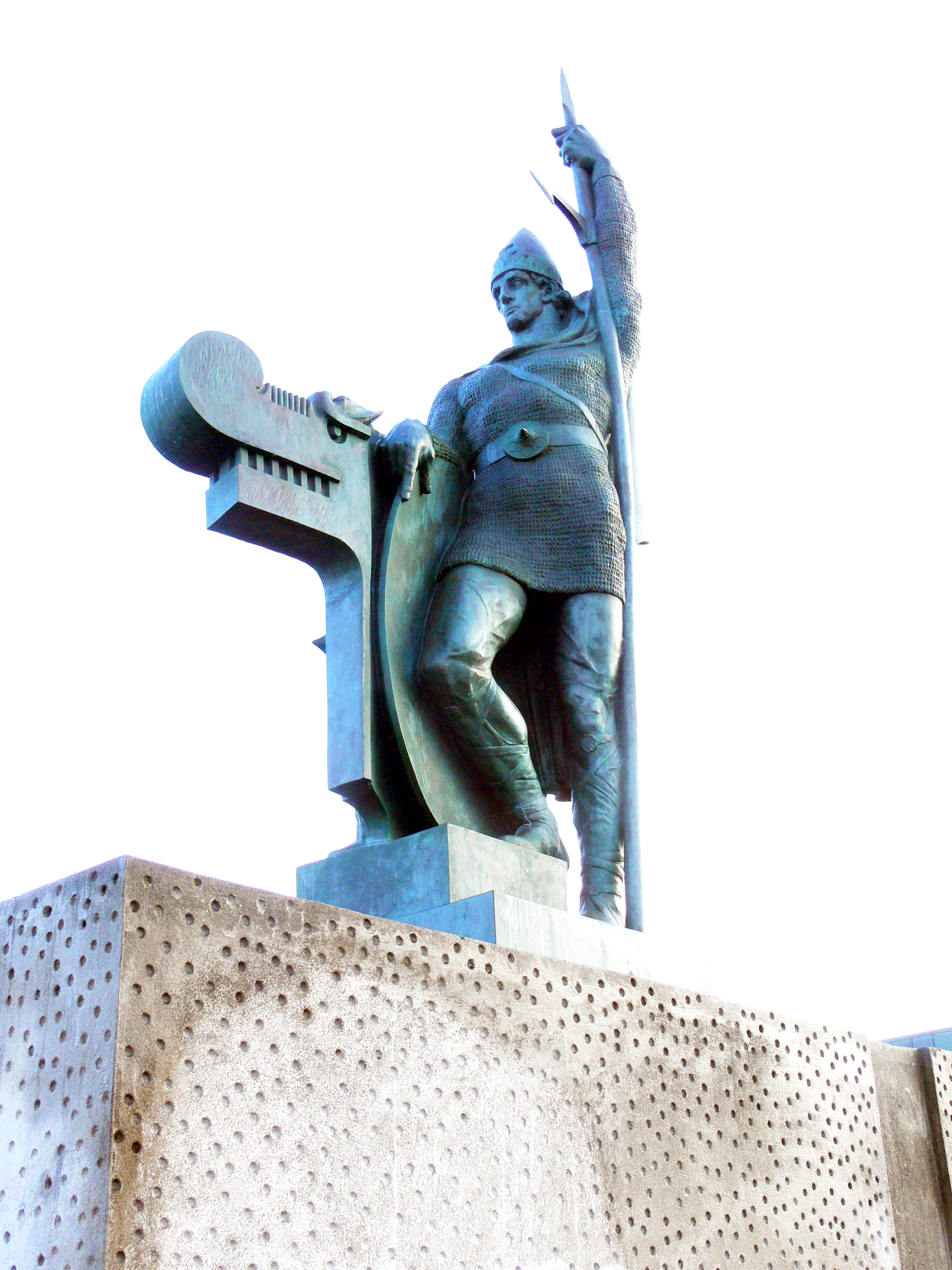
Statue von Ingólfr Arnarson in Reykjavík.

Mit Ingólfr Arnarson begann nach der schriftlichen Überlieferung die sogenannte Landnahme Islands (zwischen 870 und 930), das heißt die Besiedelung der bislang fast menschenleeren Insel durch Wikinger aus Norwegen und ihre keltischen Sklaven. Die Landnámabók berichtet davon. Nach archäologischen Ausgrabungen bestanden nordische „Vorposten“, saisonal bewohnte Plätze, allerdings schon um das Jahr 800.

## Leben

### Wikinger, Entdecker, Kolonist
Wegen Streitigkeiten seines Landbesitzes in Norwegen enthoben, beschloss Ingólfr Arnarson, mit seiner Familie und Anhängern auszuwandern. Er ließ sich zuerst auf einer Insel nieder, die Island vorgelagert ist und bis heute den Namen Ingólfshöfði trägt. Nachdem sein Blutsbruder Hjörleifr Hróðmarsson auf einer Nachbarinsel von seinen irischen Sklaven erschlagen worden war und Ingólfur Arnarson Rache an den Mördern genommen hatte, verließ er die Insel, warf gemäß alter Sitte die Hochsitzpfeiler seines ehemaligen Hauses aus Norwegen ins Meer und gelobte, dort seinen neuen Wohnsitz aufzubauen, wo sie angeschwemmt werden würden. So kam er zu einer Bucht mit heißen Quellen. Dort ließ er sich dann endgültig nieder und nannte den Ort Reykjavík.
In Reykjavík auf dem Arnarhóll oberhalb des Lækjartorg steht eine von dem Künstler Einar Jónsson geschaffene Bronzestatue Ingólfurs. Eine identische Statue findet sich in Rivedal in Norwegen, der Ort von dem Ingólfur zu seiner Reise aufbrach.